# Jack Haworth
John Haworth (9 tháng 3 năm 1883 – 1955) là một cầu thủ bóng đá người Anh thi đấu ở Football League cho Stoke.

## Sự nghiệp
Haworth thi đấu bóng đá nghiệp dư cùng với Colne ghi nhiều bàn thắng ấn tượng dẫn đến việc đội bóng Football League Stoke ký hợp đồng với ông năm 1903. Tuy nhiên, ông chưa bao giờ đá cho đội một và có 6 lần ra sân cùng như 2 bàn thắng trước khi gia nhập Netherfield.

## Thống kê sự nghiệp
| Câu lạc bộ     | Mùa giải       | Giải vô địch   | Giải vô địch | Giải vô địch | Cúp FA | Cúp FA | Tổng | Tổng |
| Câu lạc bộ     | Mùa giải       | Hạng đấu       | Trận         | Bàn          | Trận   | Bàn    | Trận | Bàn  |
| -------------- | -------------- | -------------- | ------------ | ------------ | ------ | ------ | ---- | ---- |
| Stoke          | 1903–04        | First Division | 4            | 1            | 0      | 0      | 4    | 1    |
| Stoke          | 1904–05        | First Division | 2            | 1            | 0      | 0      | 2    | 1    |
| Tổng sự nghiệp | Tổng sự nghiệp | Tổng sự nghiệp | 6            | 2            | 0      | 0      | 6    | 2    |